# 花蓮女子足球隊
花蓮女子足球隊，是台灣的女子足球俱樂部，成立於2014年，參加 台灣木蘭足球聯賽 。
2014年至2016年，由 台灣土地開發公司 冠名為花蓮台開女子足球隊。

## 簡介
花蓮女子足球隊成立於2014年4月3日，由體育署、花蓮縣政府與台開公司共同資助，冠名花蓮台開女子足球隊。球隊以「紅面鴨」作為吉祥物，不僅象徵個性活潑，更代表「鴨子划水」的默默耕耘精神。
同年參加台灣木蘭足球聯賽，憑藉著場上優異的表現，獲得首屆聯賽冠軍。
2017年，台開公司結束贊助，球隊更名為花蓮女子足球隊。

## 隊職員及球員名單
更新日期：2021年4月15日 
| 總領隊   | 徐榛蔚 |
| 副領隊   | 汪錦德 |
| 球隊經理 | 張凱傑 |
| 管理     | 王琳懷 |
| 管理     | 柳亞莉 |

| 總教練   | 朱文彬 |
| 助理教練 | 路弘旗 |
| 助理教練 | 陳雅惠 |
| 助理教練 | 蔡莉真 |

| 防護員 | 李幸津 |

註釋：國旗表示球員在國際足聯資格規則定義的國家隊。球員可能擁有一個以上非國際足聯國籍。
| 號碼 |          | 位置 | 球員                       |
| ---- | -------- | ---- | -------------------------- |
| 1    | 臺灣地區 | 门将 | 洪 琳（ 2000 年1月18日）   |
| 2    | 臺灣地區 | 后卫 | 張天凌（ 2004 年7月23日）  |
| 3    | 臺灣地區 | 后卫 | 陳瀅惠（ 1988 年7月1日）   |
| 4    | 臺灣地區 | 后卫 | 宋芯寧（ 2002 年10月9日）  |
| 5    | 臺灣地區 | 后卫 | 羅慧慈（ 1988 年9月11日）  |
| 6    | 臺灣地區 | 后卫 | 卓莉珊（ 1996 年10月20日） |
| 7    | 臺灣地區 | 中场 | 陳雅惠（ 1986 年11月28日） |
| 8    | 臺灣地區 | 中场 | 王湘惠 （ 1987 年9月29日） |
| 9    | 臺灣地區 | 前锋 | 譚汶琳（ 1989 年8月26日）  |
| 10   | 臺灣地區 | 前锋 | 蔡莉真（ 1983 年10月14日） |
| 11   | 臺灣地區 | 中场 | 卓莉萍（ 1999 年9月29日）  |
| 12   | 臺灣地區 | 后卫 | 潘彥昕（ 1996 年2月18日）  |

| 號碼 |          | 位置 | 球員                       |
| ---- | -------- | ---- | -------------------------- |
| 13   | 臺灣地區 | 中场 | 吳詩萍（ 1992 年7月13日）  |
| 14   | 臺灣地區 | 前锋 | 黃湘怡（ 2004 年1月30日）  |
| 15   | 臺灣地區 | 前锋 | 林小雲（ 1997 年3月18日）  |
| 16   | 臺灣地區 | 中场 | 詹筆涵（ 1993 年10月18日） |
| 17   | 臺灣地區 | 中场 | 蘇芯芸（ 1996 年11月20日） |
| 18   | 臺灣地區 | 中场 | 黃可欣（ 2003 年7月18日）  |
| 19   | 臺灣地區 | 后卫 | 林雅萱（ 2002 年12月31日） |
| 20   | 臺灣地區 | 中场 | 許翊筠（ 1997 年4月29日）  |
| 21   | 臺灣地區 | 后卫 | 林凱玲（ 1991 年9月21日）  |
| 22   | 臺灣地區 | 后卫 | 鄭芸琪（ 2004 年8月14日）  |
| 23   | 臺灣地區 | 后卫 | 林靜萱（ 2005 年11月5日）  |
| 24   | 臺灣地區 | 后卫 | 劉穎嘉（ 2005 年9月11日）  |

## 過往球員
註釋：國旗表示球員在國際足聯資格規則定義的國家隊。球員可能擁有一個以上非國際足聯國籍。
| 號碼 |          | 位置 | 球員                                   |
| ---- | -------- | ---- | -------------------------------------- |
| 1    | 臺灣地區 | 门将 | 田月秀 (2014)                          |
| 2    | 臺灣地區 | 后卫 | 余淑芳（ 1995 年3月3日） (2014)        |
| 1    | 臺灣地區 | 后卫 | 張雨萱 (2014)                          |
| 11   | 臺灣地區 | 前锋 | 賴麗琴（ 1988 年8月15日） (2014)       |
| 14   | 臺灣地區 | 中场 | 魏采萍（ 1992 年3月28日） (2014)       |
| 19   | 臺灣地區 | 前锋 | 潘彥昕（ 1996 年2月18日） (2014)       |
| 20   | 臺灣地區 | 前锋 | 江秀英 (2014)                          |
| 23   | 臺灣地區 | 中场 | 林雅涵（ 1990 年12月15日） (2014)      |
| 1    | 臺灣地區 | 门将 | 林沛山（ 1997 年7月11日） (2015)       |
| 3    | 臺灣地區 | 后卫 | 潘憶婷（ 1995 年12月7日） (2014-2015)  |
| 15   | 臺灣地區 | 前锋 | 陳曉娟（ 1988 年5月18日） (2014-2015)  |
| 16   | 臺灣地區 | 中场 | 何宣宜（ 1995 年11月14日） (2014-2015) |
| 4    | 臺灣地區 | 中场 | 張云臻（ 1996 年7月29日） (2015-2016)  |
| 11   | 臺灣地區 | 中场 | 余秀菁（ 1990 年6月1日） (2015-2016)   |
| 13   | 臺灣地區 | 后卫 | 陳家玲（ 1997 年3月6日） (2014-2016)   |
| 22   | 臺灣地區 | 中场 | 陳郁安（ 1998 年5月17日） (2016)       |
| 2    | 臺灣地區 | 后卫 | 章紫諾（ 1999 年6月23日） (2015-2017)  |
| 18   | 臺灣地區 | 门将 | 潘亭儀（ 1995 年3月26日） (2014-2017)  |
| 19   | 臺灣地區 | 前锋 | 陳英惠（ 1998 年10月5日） (2015-2017)  |
| 20   | 臺灣地區 | 中场 | 楊雅婕（ 1999 年1月8日） (2015-2017)   |
| 23   | 臺灣地區 | 前锋 | 何夢婷（ 1980 年10月3日） (2017)       |
| 12   | 臺灣地區 | 中场 | 蘇宛菁（ 1986 年10月6日）              |
| 16   | 臺灣地區 | 中场 | 楊薰瑋（ 2002 年6月10日）              |
| 18   | 臺灣地區 | 门将 | 王剴璇（ 2002 年1月16日）              |

## 亞洲比賽表現
| 年度   | 日期     | 賽事                                                          | 輪次               | 對手         | 比賽地點         | 比分  |
| ------ | -------- | ------------------------------------------------------------- | ------------------ | ------------ | ---------------- | ----- |
| 2023年 | 11月6日  | 2023年亞足聯女子球會錦標賽 2023 AFC Women's Club Championship | 小組賽 Group Stage | 曼谷FC       | 春武里市政體育場 | 0 - 2 |
| 2023年 | 11月9日  | 2023年亞足聯女子球會錦標賽 2023 AFC Women's Club Championship | 小組賽 Group Stage | 高庫林喀拉拉 | 春武里市政體育場 | 1 - 1 |
| 2023年 | 11月12日 | 2023年亞足聯女子球會錦標賽 2023 AFC Women's Club Championship | 小組賽 Group Stage | 浦和紅鑽     | 春武里市政體育場 | 0 - 6 |

## 球會榮譽
- 台灣木蘭足球聯賽

冠軍 (4) : 2014年、2015年、2016年、2020年

## 外部連結
- 花蓮女子足球隊的Facebook專頁
- 中華民國足球協會 （页面存档备份，存于）